# 神户海星女子学院短期大学
神户学院女子短期大学（日语：／ Kōbe Kaisei Joshi Gakuin Tanki Daigaku *）是过去一所位于日本兵库县神户市滩区的私立短期大学。

## 概要

### 简介
- 学校最早可以追溯到1912年[1][2]。短期大学为于1955年开办[2]、由学校法人海星女子学院经营、来源于法国人传教士创立的修道会、由于教育的基础是新教[2]。招生到于1998年、停办于2000年[3]。

### 历史
- 1955年 海星女子学院短期大学成立并同时设置一个学科即英语科（招生到于1964年、停办于1966年）。
- 1962年 家政科成立[2]。
- 1966年 改校名为神户海星女子学院短期大学[3]。
- 1998年 招生最后（除英语科以外）、次年停止招生（正式停办于2000年7月28日[3]）。

## 学校环境
- 校区：在了兵库县神户市滩区[注 1]

## 组织

### 学科
- 英语科[注 2]
- 家政科

### 专科
| - 没有 |

### 业余课程
| - 没有 |

## 相关链接
- 日本短期大学列表